# The State of Play
The State of Play è il primo album solista del cantante Tony Hadley, già vocalist del gruppo britannico degli Spandau Ballet pubblicato per l'etichetta EMI, nel 1992.

## Il disco
Dall'album, che non riscuote un grande successo commerciale, nonostante l'impeccabile esecuzione vocale del cantante (uno dei pochi ad avere studiato canto tra i numerosissimi autodidatta degli anni ottanta) vengono estratti due singoli: Lost in Your Love e For Your Blue Eyes Only. Il primo dei due 45 giri (che è anche il brano d'apertura del 33 giri), nell'edizione in CD singolo, comprende anche due inediti eseguiti dal vivo in un concerto del 1992, tenutosi in Germania e ripreso dalla TV tedesca, Why Can't We Fall in Love? e Theme No. 7, il primo dei quali scritto dal solo Tony Hadley, mentre il secondo è da lui composto assieme al fedele Keeble; entrambi gli inediti live sono prodotti e missati da Hadley e Keeble con Chapman (Andy Reilly è invece il tecnico del suono). Quanto ai brani inseriti nel long playing, Tony Hadley ne firma 5 su 12. Tra gli altri pezzi, spiccano le firme del duo inglese Climie Fisher (You Keep Me Coming Back for More) e della compositrice statunitense Diane Warren (Just the Thought of You), che ha scritto per moltissimi artisti: un esempio illustre è costituito da una parte considerevole del repertorio solista più di successo della cantante del gruppo musicale femminile USA delle Go-Go's, Belinda Carlisle.

## La band
Per la realizzazione del suo primo album di inediti di studio da solista, Tony si è portato dietro altri due compagni dalla sua ex band, gli Spandau Ballet: il batterista John Keeble, uno dei cinque membri ufficiali (qui anche autore del brano intitolato Riverside e coautore, assieme allo stesso Tony Hadley, dell'inedita Theme No. 7), e il tastierista e programmatore Toby Chapman, sesto membro ufficioso degli Spandau Ballet, con loro in tutti i dischi come session man fisso, ma mai nel quintetto-base. Completano la nuova band: Jerry Stevenson alle chitarre e Kevin Miller al basso, oltre a Tony alle voci, ovviamente. Come appare dunque ben chiaro, Tony Hadley, virando verso un pop rock molto più commerciale, opta quasi per un'esatta ricostruzione dell'organico-tipo della sua ex band, non dando spazio soltanto al sassofono (che lì era suonato dal biondo Steve Norman, idolo del pubblico femminile, responsabile del celebre assolo nella Numero 1 del 1983, True, e autore di un unico brano per gli Spandau Ballet, Motivator, dall'album dell'addio, Heart Like a Sky, del 1990).

## Tracce album
1. "Lost in Your Love" - 4:31 (Sinfield/Hill)
2. "Just the Thought of You" - 3:44 (Diane Warren)
3. "You Keep Me Coming Back for More" - 4:18 (Climie/Fisher/Morgan)
4. "For Your Blue Eyes Only" 4:01 (David Tyson/Christopher Ward)
5. "Fever" 4:16 (Tony Hadley)
6. "Riverside" 4:26 (John Keeble)
7. "Never Give Up on Love" 4:22 (Sinfield/Lind)
8. "This Time" 4:32 (Tony Hadley)
9. "The Game of Love" 4:11 (Jimmy Scott)
10. "Freewheel" 4:05 (Tony Hadley)
11. "One Good Reason" 4:35 (Tony Hadley)
12. "Somebody Up There" 4:48 (Tony Hadley)

## Singoli estratti dall'album
- "Lost in Your Love" (+ "Why Can't We Fall in Love" e "Theme No. 7" sul CD singolo)
- "For Your Blue Eyes Only" (+ "Tonight" e "Close-Up" sul CD singolo)

## Tracce CD singolo Lost in Your Love
1. "Lost in Your Love" - 4:31 (Sinfield/Hill)
2. "Why Can't We Fall in Love" - 4:13 (Tony Hadley) [inedita dal vivo]
3. "Theme No. 7" - 3:42 (Tony Hadley/John Keeble) [inedita dal vivo]

## Credits

### Formazione
- Tony Hadley: voci
- John Keeble: batteria
- Toby Chapman: tastiere e programmazione tastiere
- Jerry Stevenson: chitarre
- Kevin Miller: basso

### Altri musicisti e produzione
- Ron Nevison per Sausalito & Global Inc.: produzione, tecnico del suono album
- Steve Lukather: chitarre supplementari album
- Craig Brock, Andy Udoff, Kyle Bess: assistenti tecnici del suono album
- Tony Hadley, John Keeble, Toby Chapman: produzione e missaggio tracce #2 e #3 CD singolo Lost in Your Love
- Andy Reilly: tecnico del suono tracce #2 e #3 CD singolo Lost in Your Love

### Staff
- Steve Dagger per Dagger Entertainment: management
- Neil Davenport: fotografia
- Tony Hadley, John Keeble: cover concept
- Bill Smith Studio: design